# Je croque ma tante
Je croque ma tante est une comédie-vaudeville en 1 acte d'Eugène Labiche, représentée pour la 1re fois à Paris au Théâtre du Palais-Royal le 14 février 1858.
- Collaborateur Marc-Michel.
- Editions Michel Lévy frères.

## Distribution
| Acteurs et actrices ayant créé les rôles |                   |
| Personnage                               | Acteur ou actrice |
| Chateaugredin                            | Ravel             |
| Hérissart                                | Amant             |
| Cauchois                                 | M. Poirier        |
| Amélie                                   | Mme Laurence      |
| Tontaine                                 | Mme Désirée       |
| Félicité                                 | Mme Melcy         |
| Un portier                               | M. Floridor       |